# 共榮臨時乘降場

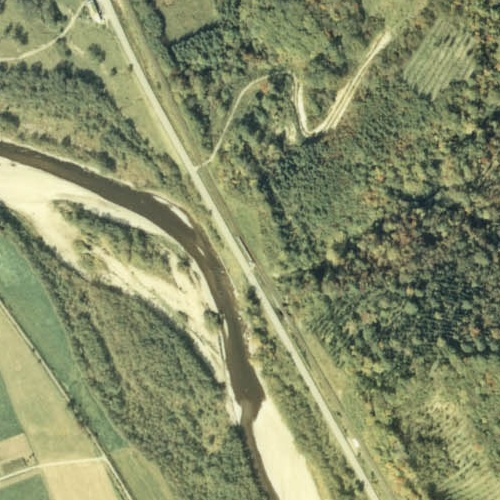
車站周邊的航空相片。圖中央是共榮臨時乘降場，右下方為白糠站方向，左上方是北進站方向。

共榮臨時乘降場（日语：／ Kyōei karijōkō-ba */?）是位於北海道白糠郡白糠町茶路基線，日本國有鐵道（國鐵）的白糠線臨時乘降場（廢站）。隨著白糠線廢線，臨時乘降場在1983年（昭和58年）10月23日廢除。
臨時乘降場在全國版時間表書籍中不會記載。而北海道內的時間表卻有例外，但是此臨時乘降場，以及士幌線新士幌臨時乘降場與根室本線稻士別臨時乘降場（→稻士別站）一樣，於道內時間表沒有記載。

## 歷史
- 1974年（昭和49年）7月25日 - 日本國有鐵道白糠線共榮臨時乘降場（局（日语：鉄道管理局）設定）啟用[1]。當時為旅客車站[1]。
- 1983年（昭和58年）10月23日 - 白糠線全線廢除，此站也廢除[1]。

## 車站構造
截至車站廢除前，此站是地面車站，設有1面1線的單式月台。此臨時乘降場的站名牌上只標記了「共榮臨時乘降場」，沒有記載相鄰的站名。

## 車站周邊
- 國道392號（日语：国道392号）

## 現況
截至2010年（平成22年），車站沒有痕蹟。此外截至2011年（平成23年），此臨時乘降場附近還有「蓮華澤橋樑」。

## 相鄰車站
日本國有鐵道
白糠線
上白糠－共榮臨時乘降場－茶路

## 注腳
1. 1 2 3 4 5  石野哲（編）. . JTB. 1998: 895. ISBN 978-4-533-02980-6 （日语）.
2. ↑  書籍《新 鉄道廃線跡を歩く1 北海道・北東北編》（JTB出版，2010年4月發行）69頁。
3. ↑  書籍《北海道の鉄道廃線跡》（著：本久公洋，北海道新聞社，2011年9月發行）148頁。